# Bombylius arizonicus
Bombylius arizonicus är en tvåvingeart som beskrevs av Hall 1980. Bombylius arizonicus ingår i släktet Bombylius och familjen svävflugor.
Artens utbredningsområde är Arizona. Inga underarter finns listade i Catalogue of Life.